# Diomea discisigna
Diomea discisigna är en fjärilsart som beskrevs av Shigero Sugi 1963. Diomea discisigna ingår i släktet Diomea och familjen nattflyn. Inga underarter finns listade i Catalogue of Life.